# Turkse literatuur
De Turkse literatuur (Turks: Türk edebiyatı of Türk literatürü) bestaat uit alle geschreven en gesproken werken in het Turks. Dat kan zowel in het Osmaans zijn als in hedendaags Turks. De Osmaanse taal is echter de basis voor de meeste literaire werken, die sterk werden beïnvloed door het Perzisch en Arabisch.
De geschiedenis van de Turkse literatuur bestrijkt bijna 1500 jaar. Het oudste bekende voorbeeld van geschreven Turks zijn de Orhon-inscripties gevonden in de Orhonvallei in Centraal-Mongolië. Deze dateren terug tot de achtste eeuw en zijn mogelijk afkomstig van nomaden.

## De twee tradities van Turkse literatuur
De Turkse literatuur kan worden onderverdeeld in twee verschillende tradities die tot aan de 19e eeuw nauwelijks invloed op elkaar uitoefenden. De eerste van deze twee tradities is de Turkse volksliteratuur. De tweede is de geschreven literatuur.
Het grootste verschil tussen deze twee is de variatie van de taal die wordt gebruikt. De volksliteratuur bestond vaak uit mondeling doorvertelde verhalen en bleef zo vrij van invloeden door Perzische en Arabische literatuur. Deze tak van de Turkse literatuur wordt vooral gedomineerd door gedichten. Verder was de Turkse volksliteratuur vaak verbonden met liederen.
De geschreven literatuur daarentegen maakte voor de oprichting van de Republiek Turkije in 1923 sterk gebruik van invloeden uit de Perzische en Arabische literatuur. Dit gaat terug tot de Seltjoekse periode van eind 11e tot begin 14e eeuw. Tijdens deze periode was het Perzisch de officiële schriftelijke taal. Toen het Ottomaanse Rijk in de 14e eeuw werd gesticht, werd deze traditie voortgezet.

## Moderne literatuur
De hedendaagse Turkse literatuur vindt haar oorsprong in de periode 1896 tot 1923, toen de republiek Turkije officieel werd opgericht. In deze periode vonden drie literaire stromingen plaats:
- de Edebiyyât-ı Cedîde (ادبيات جدیده; "Nieuwe Literatuur") stroming: deze stroming ontstond in 1891 met de komst van het tijdschrift Servet-i Fünûn (ﺛﺮوت ﻓﻨﻮن; "Scientific Wealth"). Hierin werden wetenschappelijke onderwerpen behandeld naar westers voorbeeld.
- de Fecr-i Âtî (فجر آتى; "Ochtend van de toekomst") stroming: in de Servet-i Fünûn-editie van 24 februari 1909 maakte een groep jonge schrijvers, die later bekend kwamen te staan als de Fecr-i Âtî-groep, bekend dat ze tegen de Edebiyyât-ı Cedîde-stroming waren. De groep was tegen de westerse invloeden en wilde een herkenbare Turkse literatuur maken. De groep was echter geen lang leven beschoren.
- de Millî Edebiyyât (ملى ادبيات; "Nationale literatuur") stroming: een stroming die was ontstaan in de dagen voor de oprichting van de republiek. Zij had haar wortels zowel in de traditionele Turkse als in de westerse literatuur en was grotendeels verantwoordelijk voor de hedendaagse Turkse literatuur.

## Afbeeldingen

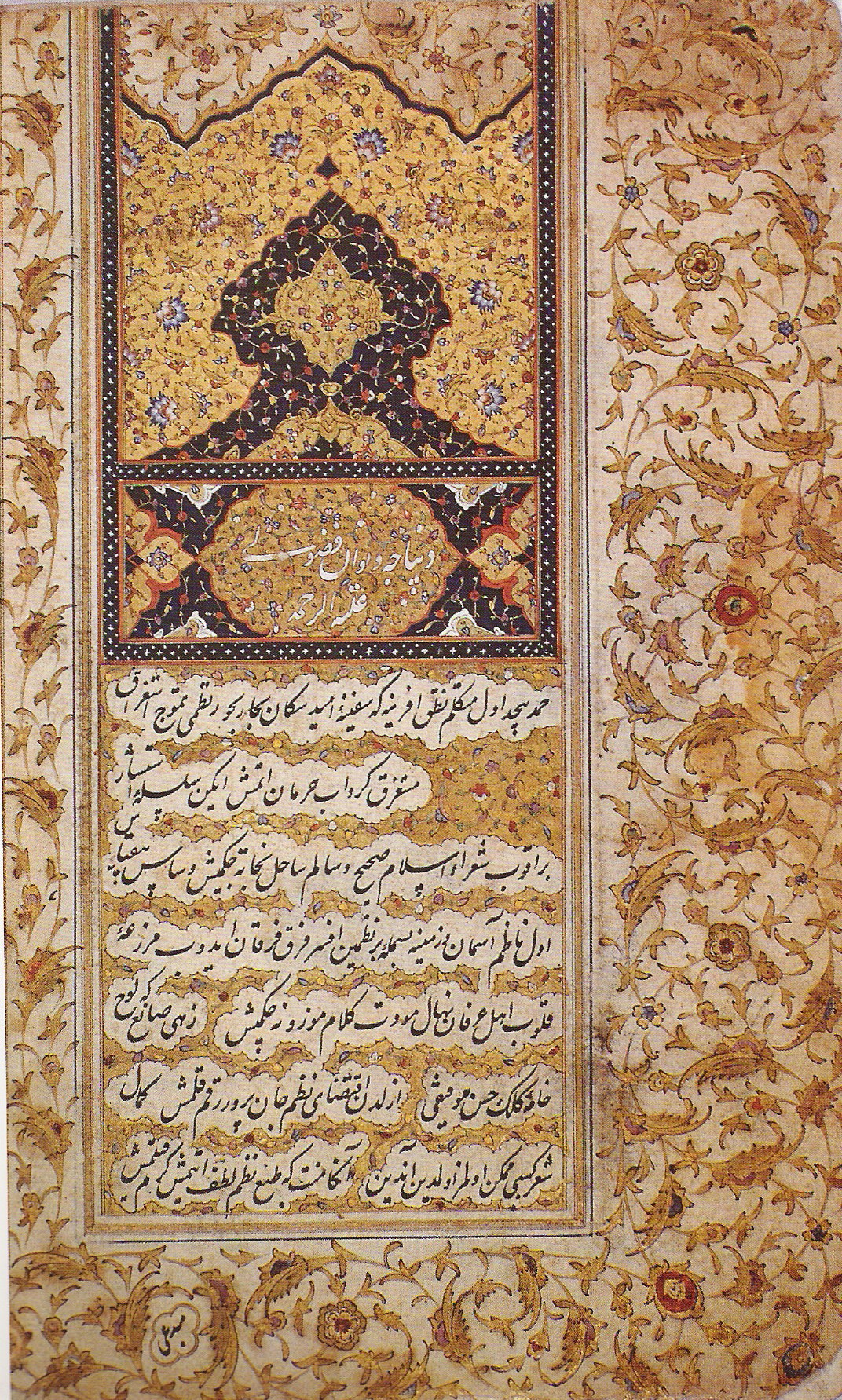
Een pagina van de Dîvân-ı Fuzûlî, de verzamelde gedichten van de 16e-eeuwse Ottomaanse dichter Fuzûlî